# Deutsche Meisterschaften im 10.000-Meter-Lauf

Logo vom Deutschen Leichtathletik-Verband

Deutsche Meisterschaften im 10.000-Meter-Lauf sind Bestandteil der Deutschen Meisterschaften der Leichtathletik, die jährlich im Sommer ausgetragen werden. In West-Deutschland wurden sie von 1975 bis 1981 räumlich und zeitlich getrennt vom Hauptort durchgeführt. Von 1982 bis zur Herstellung der Einheit Deutschlands wurden sie wieder im Rahmen der zentralen Wettkämpfe ausgetragen und sind ab 1991 erneut separiert. Im Rahmen dieser Veranstaltung wurden auch die Deutschen Meisterschaften im 5000-Meter-Lauf ausgetragen.
Veranstalter ist der Deutsche Leichtathletik-Verband (DLV) in Verbindung mit einem Landes- und ggf. örtlichen Ausrichter.
Teilnahmeberechtigt sind männliche und weibliche Sportler der Altersgruppen: Erwachsene, U23, U20 sowie Senioren und Seniorinnen. Jugendliche U16 sind bei der männlichen und weiblichen Jugend U20 nicht teilnahmeberechtigt. Starten dürfen nur Sportler, die in ihrer Altersgruppe eine Mindestleistung erfüllt haben.

## Deutsche Meisterschaften im 10.000-Meter-Lauf ab 1975
| Jahr                                                        | Datum     | Ort            | Stadion                                       | Ergebnisse             |
| ----------------------------------------------------------- | --------- | -------------- | --------------------------------------------- | ---------------------- |
| 1975                                                        | 19. Mai   | Bonn           |                                               |                        |
| 1976                                                        | 11. Sept. | Lübeck         |                                               |                        |
| 1977                                                        | 29. Mai   | Dortmund       |                                               |                        |
| 1978                                                        | 28. Mai   | Berlin         |                                               |                        |
| 1979                                                        | 2. Juni   | Ludwigshafen   |                                               |                        |
| 1980                                                        | 24. Mai   | Göttingen      |                                               |                        |
| 1981                                                        | 30. Mai   | Fürth          |                                               |                        |
| 1982 bis 1990 bei den Deutschen Meisterschaften ausgetragen |           |                |                                               |                        |
| 1991                                                        | 5. Juni   | Potsdam        |                                               |                        |
| 1992                                                        | 28. Mai   | Jena           |                                               |                        |
| 1993                                                        | 15. Mai   | Trier          | Moselstadion                                  |                        |
| 1994                                                        | 14. Mai   | Kappelrodeck   | Rodeckstadion                                 |                        |
| 1995                                                        | 25. Mai   | Blankenburg    | Sportforum                                    |                        |
| 1996                                                        | 16. Mai   | Koblenz        | Stadion Oberwerth                             |                        |
| 1997                                                        | 24. Mai   | Osnabrück      | Sportpark Illoshöhe                           |                        |
| 1998                                                        | 23. Mai   | Lindau         | Lindauer Stadion                              |                        |
| 1999                                                        | 22. Mai   | Leinfelden     | Sportzentrum Leinfelden                       |                        |
| 2000                                                        | 27. Mai   | Troisdorf      | Aggerstadion                                  | Ergebnisse bis Platz 8 |
| 2001                                                        | 19. Mai   | Kandel         | Bienwaldstadion                               | Ergebnisse             |
| 2002                                                        | 11. Mai   | Dessau         | Paul-Greifzu-Stadion                          | Ergebnisliste          |
| 2003                                                        | 17. Mai   | München        | Dantestadion                                  | Ergebnisliste          |
| 2004                                                        | 20. Mai   | Borna          | Rudolf-Harbig-Stadion                         | Ergebnisliste          |
| 2005                                                        | 28. Mai   | Koblenz        | Stadion Oberwerth                             | Ergebnisliste          |
| 2006                                                        | 6. Mai    | Tübingen       | Stadion des Instituts für Sportwissenschaften | Ergebnisliste          |
| 2007                                                        | 5. Mai    | Zeulenroda     | Waldstadion                                   | Ergebnisse             |
| 2008                                                        | 3. Mai    | Menden         | Huckenohl-Stadion                             | Ergebnisliste          |
| 2009                                                        | 2. Mai    | Bremen         | Platz 11                                      | Ergebnisliste          |
| 2010                                                        | 1. Mai    | Ohrdruf        | Sportstätten am Goldberg                      | Ergebnisliste          |
| 2011                                                        | 7. Mai    | Essen-Überruhr | Bezirkssportanlage                            | Ergebnisse             |
| 2012                                                        | 5. Mai    | Marburg        | Georg-Gaßmann-Stadion                         | Ergebnisliste          |
| 2013                                                        | 4. Mai    | Bremen         | Sportanlage Egon-Kähler-Straße                | Ergebnisliste          |
| 2014                                                        | 3. Mai    | Aichach        | Josef-Bestler-Stadion                         | Ergebnisliste          |
| 2015                                                        | 2. Mai    | Ohrdruf        | Sportstätten am Goldberg                      | Ergebnisse             |
| 2016                                                        | 7. Mai    | Celle          | Otto-Schade-Stadion                           | Ergebnisse             |
| 2017                                                        | 13. Mai   | Bautzen        | Stadion Müllerwiese                           | Ergebnisse             |
| 2018                                                        | 12. Mai   | Pliezhausen    | Schönbuchstadion                              | Ergebnisse             |
| 2019                                                        | 8. Juni   | Essen          | Sportpark Am Hallo                            | Ergebnisse             |
| 2020                                                        | abgesagt  | abgesagt       | abgesagt                                      | abgesagt               |
| 2021                                                        | 1. Mai    | Mainz          | Otto-Schott Sportzentrum                      | Ergebnisse             |
| 2022                                                        | 7. Mai    | Pliezhausen    | Schönbuchstadion                              | Ergebnisse             |
| 2023                                                        | 6. Mai    | Mittweida      | Stadion am Schwanenteich                      | Ergebnisse             |

(Teilweise sind die Stadien in den Ergebnislisten genannt. Die übrigen Stadien sind aus einigen Internetquellen, die hier nicht im Einzelnen aufgeführt werden können, zusammengetragen.)